# Nacré noirâtre
Boloria thore
Espèce
Le Nacré noirâtre (Boloria thore) est une espèce de lépidoptères de la famille des Nymphalidae et de la sous-famille des Heliconiinae.

## Dénomination
L'espèce Boloria thore a été décrite par Jakob Hübner en 1803.
Synonymes :
- Papilio thore Hübner, 1803 — protonyme
- Clossiana thore (Hübner, 1803)[1]

### Noms vernaculaires
Le Nacré noirâtre se nomme Thore's fritillary en anglais et Alpen-Perlmutterfalter  en allemand.

### Sous-espèces
- Boloria (Clossiana) thore thore présent dans les Alpes.
- Boloria (Clossiana) thore borealis (Staudinger, 1861) présent dans le nord de la Scandinavie et de la Sibérie, et au Kamtchatka.
- Boloria (Clossiana) thore exellens (Krulikovsky, 1893)
- Boloria (Clossiana) thore herculea (Fruhstorfer, 1907)
- Boloria (Clossiana) thore hypercala (Fruhstorfer, 1907) dans l'Altaï.
- Boloria (Clossiana) thore hyperusia (Fruhstorfer, 1907)
- Boloria (Clossiana) thore karafutonis (Matsumura, 1919)
- Boloria (Clossiana) thore transuralensis (Sheljuzhko, 1931) présent dans l'ouest de la Sibérie[1].

## Description
C'est un papillon au dessus orange à roux foncé suivant les sous-espèces, à large suffusion basale de marron, et orné de dessins de couleur marron.
Le revers est plus clair, jaune orangé avec aux postérieures des lignes de taches en damier nacrées.

## Biologie

### Période de vol et hivernation
Il vole en une génération entre juin et début août.
Son développement demande deux saisons et le Nacré noirâtre est plus abondant un été tous les deux ans.

### Plantes hôtes
Ses plantes hôtes sont des Viola, Viola bifolia, Viola altaica, Viola selkirkii, Viola grypoceras,.

## Écologie et distribution
Le Nacré noirâtre réside dans l'Arctique de l'Europe au Japon et dans quelques montagnes. En Europe il forme de petits isolats dans les Alpes suisses, en Bavière, Autriche, Italie. Il est présent dans le nord de la Suède, de la Norvège et de la Finlande.

### Biotope
C'est un papillon des bordures boisées, clairières dans les Alpes, bords de rivières en Laponie.

### Protection
En Allemagne il figure sur la liste rouge des papillons protégés.

### Référence taxinomique
- (en) Fauna Europaea : Boloria (Clossiana) thore (Hübner, 1803) (consulté le 21 mars 2023)